# Йозеф Уріділь
Йозеф Уриділ (нім. Josef Uridil, нар. 24 грудня 1895, Відень, Австрія — пом. 20 травня 1962, Відень) — австрійський футболіст та тренер. Один з найкращих гравців австрійського футболу першої чверті 20 століття.

## Кар'єра футболіста
Народився на Різдво в сім'ї кравця. Родина виховувала трьох синів. Разом з братом Феліксом з восьми років грав за дитячі та юнацькі команди західного Відня.
Потужний форвард восени 1914 отримав запрошення до «Рапіду». Під час першої світової війни перебував на військовій службі, в 1915 році був поранений. В цей час за клуб провів декілька товариських поєдинків. В команду повернувся навесні 1918 року, встиг провести в чемпіонаті п'ять матчів. Наступні три сезони стали найкращими в його футбольній кар'єрі. Виграно три чемпіонських титули та два кубка країни. Уриділ двічі стає найкращим бомбардиром чемпіонату. В сезоні 1920/21 встановлює рекорд результативності: 35 голів за 22 матчі (середня результативність — 1,59). 10 квітня 1921 року провів свій найкращий поєдинок. «Рапід» приймав «Вінер АК». Перший тайм закінчився перемою гостей (2:4), а фінальний свисток зафіксував перемогу господарів (7:5). Всі сім голів «зелено-білих» забив Йозеф Уриділ.
В першій половині 20-х років, серед віденських вболівальників, він був найпопулярнішим гравцем. Поза межами футбольного поля займався рекламою пива та цукерок. Відомий віденський композитор написав фолькстрот «Сьогодні грає Уриділ» (1922). В 1924 році зіграв головну роль у фільмі «Борг та честь».
В сезоні 1924/25 переходить до «Фірст Вієнни», де грає півтора року. Команда двічі виходить до фіналу національного кубка, а Уриділ в одному з матчів забиває вісім м'ячів.
Влітку 1926 року повертається до «Рапіду» на один сезон.
За збірну в 1919–1926 роках провів вісім матчів, забив вісім голів.

## Тренерська діяльність
Тренерську діяльність розпочав у 1927 році з чехословацьким клубом «Братислава». В 1929 році, на один сезон, повернувся на футбольне поле у складі «Барі», яка виступала в Серії B. Потім тренує один з найкращих румунських клубів того часу — «Ріпензія» (Тімішоара). На посаді головного тренера збірної Румунії бере участь у чемпіонаті світу-1934. Надалі тренує югославський БСК, швейцарські «Біль» та «Люцерн», німецькі «Шварц-Вайс» (Ессен) і «Альтенбьонен» (Бьонен, Унна).
У 1943 році був призваний до вермахту. Після війни працював в торгівлі. Тренерську діяльність поновив у 1953 році. З «Рапідом» виграє чемпіонат, а на міжнародному турнірі в Брюсселі переконливо перемагає чемпіона Англії лондонський «Арсенал» (6:1). Завершив тренерську діяльність у німецькому клубі «Ян» (Регенсбург).
Помер Йозеф Уриділ 20 травня 1962 року від раку легень.
У 1991 році одна з вулиць віденського району Пенцінг була названа його ім'ям.
В 1999 році ввійшов до символічної збірної «Рапіду» ХХ століття.

## Титули та досягнення

### Футболіст
- Чемпіон Австрії (4): 1919, 1920, 1921, 1923
- Володар кубка Австрії (2): 1919, 1920
- Найкращий бомбардир чемпіонату Австрії (2): 1919, 1921

### Тренер
- Чемпіон Австрії (1): 1954

## Клубна статистика
| Клуб              | Сезон             | Чемпіонат | Чемпіонат | Кубок | Кубок | Всього | Всього |
| Клуб              | Сезон             | Матчі     | Голи      | Матчі | Голи  | Матчі  | Голи   |
| ----------------- | ----------------- | --------- | --------- | ----- | ----- | ------ | ------ |
| «Рапід»           | 1917/18           | 5         | 1         | -     | -     | 5      | 1      |
| «Рапід»           | 1918/19           | 10        | 14-Б      | 4     | 14    | 14     | 28     |
| «Рапід»           | 1919/20           | 14        | 21-Б      | 4     | 6     | 18     | 27     |
| «Рапід»           | 1920/21           | 22        | 35-Б      | 2     | 0     | 24     | 35     |
| «Рапід»           | 1921/22           | 21        | 19        | -     | -     | 21     | 19     |
| «Рапід»           | 1922/23           | 10        | 15        | -     | -     | 10     | 15     |
| «Рапід»           | 1923/24           | 14        | 14        | 1     | 0     | 15     | 14     |
| «Рапід»           | 1924/25           | 5         | 3         | -     | -     | 5      | 3      |
| «Фірст Вієнна»    | 1924/25           | -         | -         | 4     | 6     | 4      | 6      |
| «Фірст Вієнна»    | 1925/26           | 14        | 13        | 4     | 11    | 18     | 24     |
| «Фірст Вієнна»    | Всього            | 14        | 13        | 8     | 17    | 22     | 30     |
| «Рапід»           | 1926/27           | 5         | 5         | -     | -     | 5      | 5      |
| «Рапід»           | Всього            | 106       | 127       | 11    | 20    | 117    | 147    |
| Всього за кар'єру | Всього за кар'єру | 120       | 140       | 19    | 37    | 139    | 177    |

## Статистика в збірній
| № | Місце     | Дата       | Суперник  | Рахунок | Голи            |
| - | --------- | ---------- | --------- | ------- | --------------- |
| 1 | Брюссель  | 06.04.1919 | Угорщина  | 1:2     |                 |
| 2 | Відень    | 05.10.1919 | Угорщина  | 2:0     | Гол             |
| 3 | Відень    | 24.04.1921 | Угорщина  | 4:1     |                 |
| 4 | Дрезден   | 05.05.1921 | Німеччина | 3:3     | Гол             |
| 5 | Стокгольм | 24.07.1921 | Швеція    | 3:1     | Гол             |
| 6 | Відень    | 31.07.1921 | Фінляндія | 3:2     | Гол · Гол       |
| 7 | Відень    | 11.06.1922 | Швейцарія | 7:1     | Гол · Гол · Гол |
| 8 | Відень    | 19.09.1926 | Угорщина  | 2:3     |                 |